# Erispoe av Bretagne
Erispoe av Bretagne, död 857, var hertig av Bretagne mellan 851 och 857.